# انتخابات الرئاسة الأوزبكية 2000
انتخابات الرئاسة الأوزبكية 2000 هي الانتخابات الرئاسية التي جرت في 9 يناير 2000، في أوزبكستان، لانتخاب رئيس أوزبكستان، فاز بالانتخابات إسلام كريموف.